# اسکای وینگز ایرلاینز
اسکای وینگز ایرلاینز (به انگلیسی: Sky Wings Airlines) یک شرکت هواپیمایی با کد یاتا ND است که در تاریخ ۲۰۰۴ میلادی تأسیس شده است.
دفتر مرکزی اسکای وینگز ایرلاینز در آتن، یونان واقع شده‌است و قطب این شرکت هواپیمایی در فرودگاه بین‌المللی آتن قرار دارد.